# Rio Itaueira
Le Rio Itaueira est un fleuve situé dans l’État de Piauí, au nord-est du Brésil.